# اچ‌ام‌اس اسفینکس (۱۷۴۸)
اچ‌ام‌اس اسفینکس (۱۷۴۸) (به انگلیسی: HMS Sphinx (1748)) یک کشتی بود که طول آن ۱۱۳ فوت ۸ اینچ (۳۴٫۶۵ متر) بود. این کشتی در سال ۱۷۴۸ ساخته شد.